# Fitó
Fitó (grec antic: Φύτων, llatí: Phyton) va ser un ciutadà de Règion que els seus conciutadans van elegir general en cap l'any 388 aC, quan la ciutat era assetjada per Dionís I el Vell de Siracusa.
Va actuar amb energia i amb gran habilitat, i va ser un notable combatent aconseguint resistir el setge durat onze mesos. Finalment es va haver de rendir a causa de la gana, i l'heroic Fitó va caure en mans del tirà, que després de tractar-lo amb gran indignitat, va ser torturat i finalment executat junt amb el seu fill i tots els seus altres parents.
Aquesta versió la dona Diodor de Sicília, que explica que el valor, l'heroisme i la desgràcia de Fitó van ser cantats per nombrosos poetes, però no ens n'ha arribat cap mostra. Només hi ha un altre autor que l'esmenta, Filòstrat d'Atenes, qui en dona una versió diferent que diu que Fitó era un exiliat de Règion refugiat a la cort de Dionís, i que es va oposar al tirà quan aquest va atacar la seva ciutat natal, donant informació als seus conciutadans, fins que va ser descobert i executat.